# 2018年の宝塚歌劇公演一覧
本項目では2018年の宝塚歌劇公演一覧（2018ねんのたからづかかげきこうえんいちらん）について示す。

## 宝塚大劇場公演

### 花組
- 1月1日 - 2月5日
  - 『ポーの一族』原作／萩尾望都「ポーの一族」（小学館フラワーコミックス）（脚本・演出／小池修一郎）
- 公演案内（公式）

### 月組
- 2月9日 - 3月12日
  - 『カンパニー -努力、情熱、そして仲間たち-』～原作／伊吹有喜『カンパニー』（新潮社刊）～（脚本・演出／石田昌也）
  - 『BADDY -悪党は月からやって来る-』（作・演出／上田久美子）
- 公演案内（公式）

### 宙組
- 3月16日 - 4月23日
  - 『天は赤い河のほとり』（原作：篠原千絵「天は赤い河のほとり」（小学館）、脚本・演出：小柳奈穂子）
  - 『シトラスの風 -Sunrise-』（作・演出：岡田敬二）
- 公演案内（公式）

### 星組
- 4月27日 - 6月4日
  - 『ANOTHER WORLD』（作・演出：谷正純）
  - 『Killer Rouge』（作・演出：齋藤吉正）
- 公演案内（公式）

### 雪組
- 6月8日 - 7月9日
  - 『凱旋門 -エリッヒ・マリア・レマルクの小説による-』（脚本：柴田侑宏、演出・振付：謝珠栄）
  - 『Gato Bonito!! -ガート・ボニート、美しい猫のような男-』（作・演出：藤井大介）
- 公演案内（公式）

### 花組
- 7月13日 - 8月20日
  - 『MESSIAH -異聞・天草四郎-』（作・演出：原田諒）
  - 『BEAUTIFUL GARDEN -百花繚乱-』（作・演出：野口幸作）
- 公演案内（公式）

### 月組
- 8月24日 - 10月1日
  - 『エリザベート -愛と死の輪舞-』（脚本・歌詞：ミヒャエル・クンツェ、音楽：シルベスター・リーヴァイ、オリジナルプロダクション：ウィーン劇場協会、潤色・演出：小池修一郎）
- 公演案内（公式）

### 宙組
- 10月5日 - 11月5日
  - 『白鷺の城』（作・演出：大野拓史）
  - 『異人たちのルネサンス -ダ・ヴィンチが描いた記憶-』（作・演出：田渕大輔）
- 公演案内（公式）

### 雪組
- 11月9日 - 12月14日
  - 『ファントム』（脚本：アーサー・コピット、作詞・作曲：モーリー・イェストン、潤色・演出：中村一徳、翻訳：青鹿宏二）
- 公演案内（公式）

## 東京宝塚劇場公演

### 雪組
- 1月2日 - 2月11日
  - 『ひかりふる路〜革命家、マクシミリアン・ロベスピエール〜』（作・演出／生田大和）
  - 『SUPER VOYAGER！ -希望の海へ-』（作・演出／野口幸作）
- 公演案内（公式）

### 花組
- 2月16日 - 3月25日
  - 『ポーの一族』原作／萩尾望都「ポーの一族」（小学館フラワーコミックス）（脚本・演出／小池修一郎）

### 月組
- 3月30日 - 5月6日
  - 『カンパニー -努力、情熱、そして仲間たち-』～原作／伊吹有喜「カンパニー」（新潮社刊）～（脚本・演出／石田昌也）
  - 『BADDY -悪党は月からやって来る-』（作・演出／上田久美子）

### 宙組
- 5月11日 - 6月17日
  - 『天は赤い河のほとり』（原作：篠原千絵「天は赤い河のほとり」（小学館）、脚本・演出：小柳奈穂子）
  - 『シトラスの風 -Sunrise-』（作・演出：岡田敬二）

### 星組
- 6月22日 - 7月22日
  - 『ANOTHER WORLD』（作・演出：谷正純）
  - 『Killer Rouge』（作・演出：齋藤吉正）

### 雪組
- 7月27日 - 9月2日
  - 『凱旋門 -エリッヒ・マリア・レマルクの小説による-』（脚本：柴田侑宏、演出・振付：謝珠栄）
  - 『Gato Bonito -ガトー・ボニート、美しい猫のような男-』（作・演出：藤井大介）

### 花組
- 9月7日 - 10月14日
  - 『MESSIAH -異聞・天草四郎-』（作・演出：原田諒）
  - 『BEAUTIFUL GARDEN -百花繚乱-』（作・演出：野口幸作）

### 月組
- 10月19日 - 11月18日
  - 『エリザベート』（脚本・歌詞：ミヒャエル・クンツェ、音楽・シルベスター・リーヴァイ、オリジナルプロダクション：ウィーン劇場協会、潤色・演出：小池修一郎）

### 宙組
- 11月23日 - 12月24日
  - 『白鷺の城』（作・演出：大野拓史）
  - 『異人たちのルネサンス -ダ・ヴィンチが描いた記憶-』（作・演出：田渕大輔）

## バウホール公演

### 雪組
- 3月29日(木) - 4月9日(月)
  - 『義経妖狐夢幻桜』（作・演出：谷貴矢）

### 花組
- 5月10日(木) - 5月21日(月)
  - 『Senhor CRUZEIRO! -南十字に愛された男-』（作・演出：稲葉太地）

### 月組
- 7月1日(日) - 7月7日(土)
  - 『愛聖女 -Sainte♡d'amour-』（作・演出：斎藤吉正）

### 宙組
- 8月2日(木) - 8月13日(月)
  - 『ハッスル メイツ!』（作・演出：石田昌也）

### 星組
- 8月27日(月) - 9月8日(土)
  - 『New Wave -星-』（作・演出：三木章雄）
- 10月11日(木) - 10月22日(月)
  - 『デビュタント』（作・演出：正塚晴彦）

## その他の特別公演

### 宙組
- 1月12日(金) - 1月25日(木) 東京国際フォーラムホールc
  - 『WEST SIDE STORY』（原案・演出・振付：ジェームス・ロビンス、脚本：アーサー・ロレンツ、音楽：レナード・バーンスタイン、作詞：スティーブン・ソンドハイム、演出補：稲葉太地）

- 1月7日(日) - 1月15日(月) シアター・ドラマシティ
- 1月23日(火) - 1月29日(月) 日本青年館ホール
  - 『不滅の棘』（原作：カレル・チャペック、翻訳：田才益夫（八月舎刊「マクロプロス事件」より）、脚本・演出：木村信司）

### 星組
- 2月2日(金) - 2月25日(日) 中日劇場
  - 『うたかたの恋』（原作：クロード・アネ、脚本：柴田侑宏、演出：中村暁）
  - 『Bouquet de TAKARAZUKA』（作・演出：酒井澄夫）

- 2月4日(日) - 2月13日(火) シアター・ドラマシティ
- 2月20日(火) - 2月26日(月) TBS赤坂ACTシアター
  - 『ドクトル・ジバゴ』（ボリス・パステルナーク作「ドクトル・ジバゴ」より、脚本・演出：原田諒）

### 雪組
- 3月23日(金) - 4月15日(日) 全国ツアー
  - 『誠の群像 -新選組流亡記-』（作・演出：石田昌也）
  - 『SUPER VOYAGER! -希望の海へ-』（作・演出：野口幸作）

| 公演日      | 公演場所                                           |
| 3月23日(金) | 梅田芸術劇場メインホール（大阪府）                 |
| 3月24日(土) | 梅田芸術劇場メインホール（大阪府）                 |
| 3月25日(日) | 梅田芸術劇場メインホール（大阪府）                 |
| 3月28日(水) | レクザムホール〈香川県県民ホール〉                 |
| 3月30日(金) | 相模女子大学グリーンホール（神奈川県）             |
| 3月31日(土) | 相模女子大学グリーンホール（神奈川県）             |
| 4月1日(日)  | 相模女子大学グリーンホール（神奈川県）             |
| 4月3日(火)  | 新潟県民会館                                       |
| 4月4日(水)  | 上越文化会館（新潟県）                             |
| 4月5日(木)  | サントミューゼ上田市交流文化芸術センター（長野県） |
| 4月7日(土)  | 仙台銀行ホール イズミティ21（宮城県）              |
| 4月8日(日)  | 仙台銀行ホール イズミティ21（宮城県）              |
| 4月10日(火) | 荘銀タクト鶴岡〈鶴岡市文化会館〉（山形県）         |
| 4月12日(木) | 北上さくらホール（岩手県）                         |
| 4月14日(土) | ニトリ文化ホール（北海道）                         |
| 4月15日(日) | ニトリ文化ホール（北海道）                         |
| ----------- | -------------------------------------------------- |

### 花組
- 5月4日(金) - 5月26日(土) 博多座
  - 『あかねさす紫の花』（作：柴田侑宏、演出：大野拓史）
  - 『Sant'ē!! 〜最高級ワインをあなたに〜』（作・演出：藤井大介）

### 月組
- 6月14日(木) - 6月20日(水) 日本青年館ホール
- 6月30日(土) - 7月8日(日) シアター・ドラマシティ
  - 『THE LAST PARTY〜S.Fitzgerald's last day〜 -フィッツジェラルド最後の一日-』（作・演出：植田景子）
- 6月16日(土) - 7月4日(水) TBS赤坂ACTシアター
  - 『雨に唄えば』（演出：中村一徳）

### 宙組
- 7月24日(火) - 8月9日(木) 梅田芸術劇場メインホール
  - 『WEST SIDE STORY』

### 星組
- 8月31日(金) - 9月5日(水) 梅田芸術劇場メインホール
- 9月13日(木) - 9月24日(月) 日本青年館ホール
  - 『Thunderbolt Fantasy 東離劍遊紀』（虚淵玄 原案・脚本・総監修「Thunderbolt Fantasy 東離劍遊記」より、(C)2016-2018 thunderbolt fantasy Project、脚本・演出：小柳奈穂子）
  - 『Killer Rouge/星秀☆煌紅』（作・演出：斎藤吉正）

### 花組
- 11月30日(金) - 12月9日(日) 舞浜アンフィシアター
  - 『Delight Holiday』（作・演出：稲葉大地）
- 11月20日(火) - 11月28日(水) シアター・ドラマシティ
- 12月4日(火) - 12月10日(月) KAAT神奈川芸術劇場
  - 『蘭陵王 -美しすぎる武将-』（作・演出：木村信司）
- 11月22日(木) - 12月16日(日) 全国ツアー
  - 『メランコリック・ジゴロ -あぶない相続人-』（作・演出：正塚晴彦）
  - 『EXCITER!! 2018』（作・演出：藤井大介）

## 海外公演

### 星組
- 10月20日 - 10月28日、國家兩廳院 國家戯劇院
- 11月3日 - 11月6日、高雄市文化中心 至徳堂
  - 『Thunderbolt Fantasy 東離劍遊記』（虚淵玄 原案・脚本・総監修「Tunderbolt fantasy 東離劍遊記」より、(C)2016-2018 Thunderbolt Fantasy Project、脚本・演出：小柳奈穂子）
  - 『Killer Rouge/星秀☆煌紅』（作・演出：斎藤吉正）[1]

## 催し物
- 12月21日(金) - 12月22日(土) 梅田芸術劇場メインホール
  - 『タカラヅカスペシャル2018 Sey!Hey! Show Up!!』（監修：石田昌也、構成・演出：中村一徳、藤井大介、稲葉太地）